# Tour de France 1907
| 5. Tour de France 1907 – Endstand |                     |                                 |
| Streckenlänge                     | 14 Etappen, 4488 km | 14 Etappen, 4488 km             |
| Toursieger                        | Lucien Petit-Breton | 47 P. 158:45:05 h (28,271 km/h) |
| Zweiter                           | Gustave Garrigou    | 66 P.                           |
| Dritter                           | Émile Georget       | 74 P.                           |
| Vierter                           | Georges Passerieu   | 85 P.                           |
| Fünfter                           | François Beaugendre | 123 P.                          |
| Sechster                          | Eberardo Pavesi     | 150 P.                          |
| Siebenter                         | François Faber      | 156 P.                          |
| Achter                            | Augustin Ringeval   | 184 P.                          |
| Neunter                           | Aloïs Catteau       | 196 P.                          |
| Zehnter                           | Ferdinand Payan     | 227 P.                          |

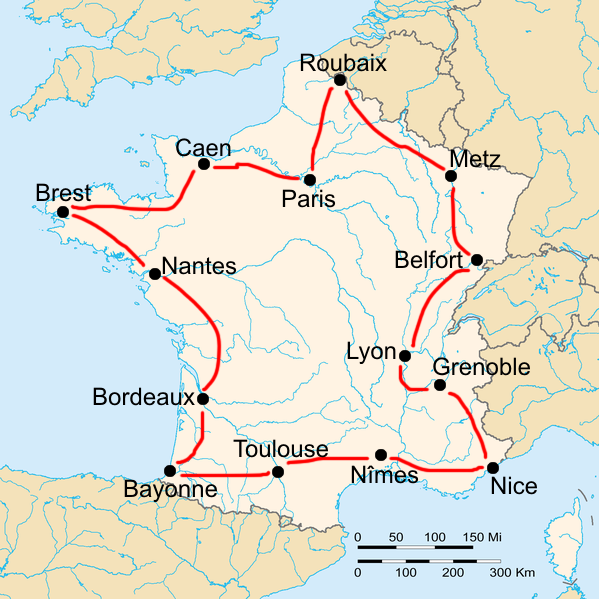
Streckenkarte der Tour de France 1907

Die Tour durchfährt Ville-d’Avray

Die Tour de France 1907 fand zwischen dem 8. Juli und dem 4. August 1907 statt. Die Anzahl der Etappen wurde um eine auf 14 erhöht, der Sieger wurde wie in den Jahren zuvor durch ein Punktesystem ermittelt. Es war die erste Tour, deren Streckenverlauf in andere Länder führte.

## Rennverlauf
Die zweite und dritte Etappe – Roubaix–Metz sowie Metz–Belfort – führte durch die damals deutsche Stadt Metz. Die vierte Etappe von Belfort nach Lyon führte erstmals durch die Schweiz. Ebenfalls zum ersten Mal begleitete ein mit Ersatzteilen beladenes Auto die Fahrer; diese mussten ihr Rad aber noch immer selbst reparieren. Von den 93 gestarteten Fahrern konnten 33 die Tour beenden.
Das Rennen wurde zunächst durch den Franzosen Émile Georget geprägt, der fünf der acht ersten Etappen für sich entscheiden konnte. Auf der neunten Etappe zwischen Toulouse und Bayonne lieh sich Georget von einem Zuschauer ein Fahrrad aus, weil er sein eigenes nicht reparieren wollte. Da das Reglement dies ausdrücklich untersagte, wurde er von der Rennleitung mit Strafpunkten belegt und zurückgestuft. Damit war der Weg frei für den ersten Toursieg von Lucien Petit-Breton. Georget konnte immerhin noch eine Etappe gewinnen und das Rennen auf dem dritten Gesamtrang beenden.

## Die Etappen
| Etappen    | Tag       | Start – Ziel        | km  | Etappensieger       | Gesamterster        |
| ---------- | --------- | ------------------- | --- | ------------------- | ------------------- |
| 1. Etappe  | 8. Juli   | Paris – Roubaix     | 272 | Louis Trousselier   | Louis Trousselier   |
| 2. Etappe  | 10. Juli  | Roubaix – Metz (DR) | 398 | Émile Georget       | Louis Trousselier   |
| 3. Etappe  | 12. Juli  | Metz (DR) – Belfort | 259 | Émile Georget       | Émile Georget       |
| 4. Etappe  | 14. Juli  | Belfort – Lyon      | 309 | Marcel Cadolle      | Émile Georget       |
| 5. Etappe  | 16. Juli  | Lyon – Grenoble     | 311 | Émile Georget       | Émile Georget       |
| 6. Etappe  | 18. Juli  | Grenoble – Nizza    | 345 | Georges Passerieu   | Émile Georget       |
| 7. Etappe  | 20. Juli  | Nizza – Nîmes       | 345 | Émile Georget       | Émile Georget       |
| 8. Etappe  | 22. Juli  | Nîmes – Toulouse    | 303 | Émile Georget       | Émile Georget       |
| 9. Etappe  | 24. Juli  | Toulouse – Bayonne  | 299 | Lucien Petit-Breton | Émile Georget       |
| 10. Etappe | 26. Juli  | Bayonne – Bordeaux  | 269 | Gustave Garrigou    | Lucien Petit-Breton |
| 11. Etappe | 28. Juli  | Bordeaux – Nantes   | 391 | Lucien Petit-Breton | Lucien Petit-Breton |
| 12. Etappe | 30. Juli  | Nantes – Brest      | 321 | Gustave Garrigou    | Lucien Petit-Breton |
| 13. Etappe | 1. August | Brest – Caen        | 415 | Émile Georget       | Lucien Petit-Breton |
| 14. Etappe | 4. August | Caen – Paris        | 251 | Georges Passerieu   | Lucien Petit-Breton |